# ボブ・ホーブレッグス
ロバート・J・ホーブレッグス（Robert J. Houbregs, 1932年3月12日 - 2014年5月28日）は、カナダの元プロバスケットボール選手。身長203 cm、体重102 kg。ポジションはセンター及びパワーフォワード。1987年にバスケットボール殿堂入りを果たした。

## 経歴
ホーブレッグスはバンクーバーで生れ、ワシントン州シアトルの高校からワシントン大学に進学した。大学4年次には平均25.6得点11.5リバウンドの成績でチームをNCAAトーナメントベスト4に導き、オールアメリカ1stチームに選ばれた。背番号『25』は大学の永久欠番に指定されている。
ホーブレッグスは1953年のNBAドラフト全体3位でミルウォーキー・ホークスに入団し、その後ボルティモア・ブレッツ、ボストン・セルティックス、フォートウェイン・ピストンズでプレーした。ピストンズ時代の1956-57シーズンにキャリアハイとなる平均11.2得点を記録した。ピストンズがデトロイトに移転した1957-58シーズンを最後に現役を引退した。NBAでの成績は281試合の出場で通算2,611得点1,552リバウンド（平均9.3得点5.5リバウンド）であった。
引退後、ホーブレッグスは1970年から1974年までシアトル・スーパーソニックスのゼネラルマネージャーを務めた。
ホーブレッグスは1987年にバスケットボール殿堂入りを果たし、2000年にはカナダのバスケットボール殿堂にも名を連ねた。2014年、ワシントン州オリンピアにて82歳で死去した。